# Louis d'Ailleboust de Coulonge
Pour les articles homonymes, voir Louis d'Ailleboust (homonymie), D'Ailleboust et Coulonge.

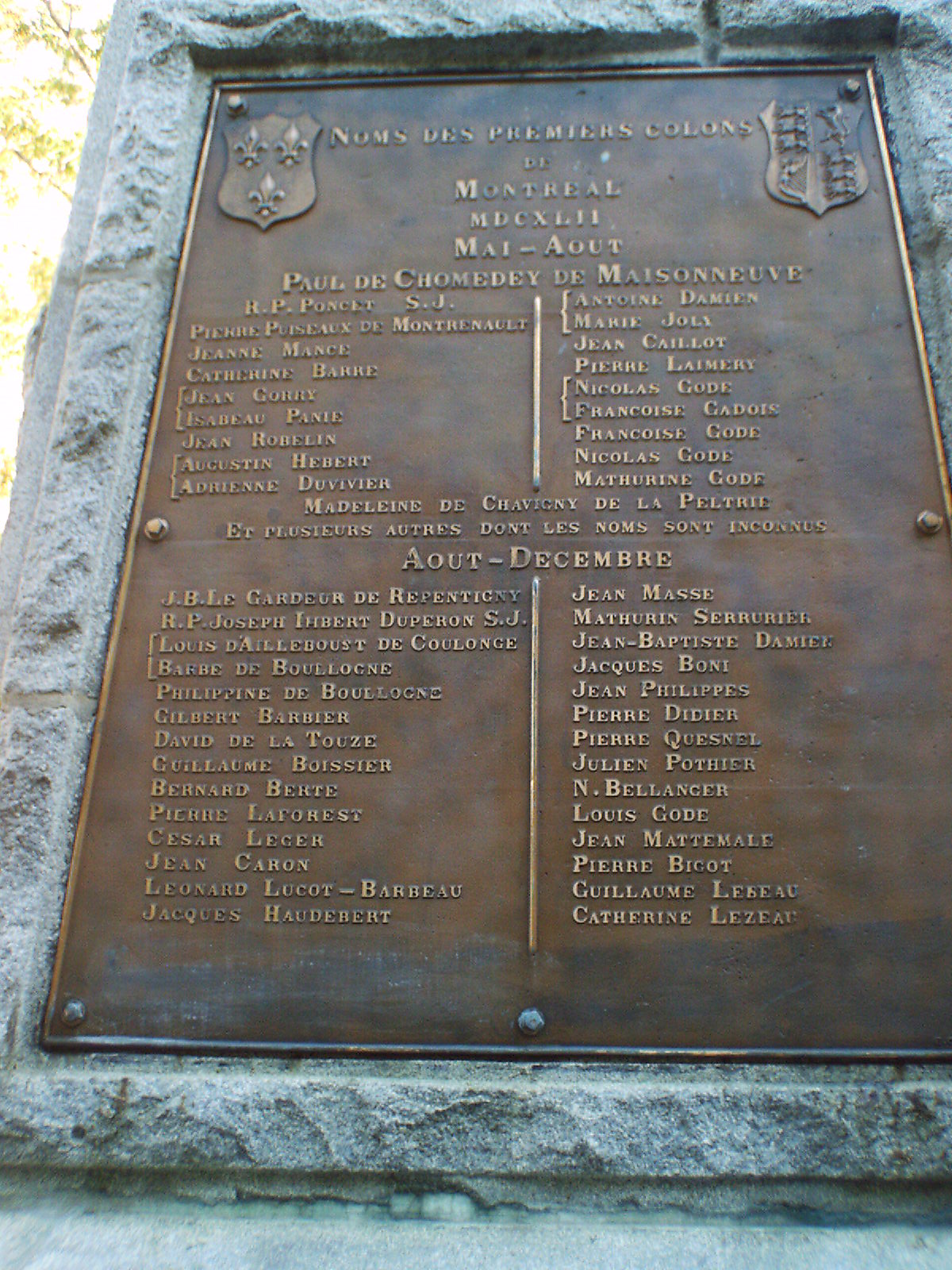
Monument aux pionniers de Montréal.

Louis d'Ailleboust de Coulonge et d'Argentenay, né vers 1612 à Ancy-le-Franc, et mort le 31 mai 1660 à Montréal, est un administrateur français.
Il est gouverneur et lieutenant-général de la Nouvelle-France de 1648 à 1651 et gouverneur actif de 1657 à 1658.

## Biographie

### Enfance et famille
Louis d'Ailleboust de Coulonge et d'Argentenay est né à Ancy-le-Franc d'une famille noble, fils d'Antoine d'Ailleboust (mort vers 1620), avocat à Autun et conseiller ordinaire du prince de Condé et de l'Auxois, et de sa seconde épouse Suzanne Hotman. Il a un demi-frère : Nicolas d'Ailleboust, né du premier mariage de son père avec Marie Genevois. Son grand-père était François Hotman, célèbre jurisconsulte, écrivain et calviniste. Il est l'arrière-petit-fils de Pierre d'Ailleboust, médecin de François Ier, et le petit-neveu de Jean d'Ailleboust (le jeune), médecin de  Henri IV, et de Charles Ier d'Ailleboust, évêque d'Autun.
En 1638, nous savons qu'il habite rue de Bièvre à Paris, paroisse de Saint-Étienne-du-Mont. Le 6 septembre 1638, il y épouse Barbe de Boulogne par contrat de mariage signé devant maître Philippe Périer, notaire à Paris et fait à l'hôtel des Deux Anges, place Maubert, où la mère de la mariée, née Eustache Quéan ou Quéau, veuve de Florentin de Boullongne, de Ravières en Champagne demeure. Le jeune couple emménage rue des Morfondus.

### Arrivée en Nouvelle-France
Éprouvant le désir de se rendre en Nouvelle-France, il prend des informations, dans son entourage familial. Une compagnie d'ecclésiastiques et de gentilshommes, ayant fait l'acquisition de l'île de Montréal, en confie le recrutement de volontaires à un jeune gentilhomme : Paul de Chomedey de Maisonneuve. Malgré l'état de santé fragile de son épouse, ils décident de partir ensemble. La sœur aînée de Barbe, Philippine Gertrude de Boullongne, décide de les accompagner. Françoise d'Aillebouts, grand-tante de Louis avait épousé Jean Lallemant, calviniste et médecin à Autun. Nous ignorons si ce couple eut des enfants, mais le trio rencontra le jésuite Charles Lalemant, procureur de la mission canadienne, et qui avait déjà été missionnaire là-bas en 1625. C'est ainsi qu'ils entrèrent dans la Société Notre-Dame de Montréal. Le départ ayant été fixé, ils embarquent au printemps de l'année 1643 sur un des trois vaisseaux en partance depuis le port de La Rochelle. Deux des navires n'arrivèrent que le 15 août suivant, tant la traversée fut difficile. Il arrive à Ville-Marie (maintenant Montréal) en septembre 1643. Au mois de juillet suivant, la petite troupe de Paul Chomedey de Maisonneuve, composée d'une cinquantaine de personnes, reçoit la visite du gouverneur Charles Jacques Huault de Montmagny, avec les promesses du roi de France d'envoyer de nouveaux colons avec un navire de 350 tonneaux la Notre-Dame. Louis qui avait reçu une formation d'ingénieur militaire, mit tout son talent à la fortification de la ville, régulièrement attaquée par les Iroquois qui avaient l'année précédente tué quatre personnes et fait de nombreux blessés. Il conseilla de semer du blé, venant de France, au lieu et place du blé d'inde (maïs).

### Premier mandat de gouverneur
Paul de Chomedey de Maisonneuve, rentre en 1645, en France et charge Louis d'Ailleboust, de le remplacer. Ce qu'il fait de 1645 à l'été 1647. À son retour, il apprend à Louis que Huault de Montmagny devait être remplacé à la tête du gouvernement de la Nouvelle-France, après onze années de bons services et que le conseil du roi avait envisagé de lui confier ce poste mais qu'il avait décliné l'offre au profit de Louis d'Ailleboust. Il doit donc à la demande de la Compagnie des Cent-Associés et de la Société de Notre-Dame, se rendre en France prendre possession de ses lettres de créance. Il fut nommé par Mazarin, le 2 mars 1648, pour une durée de trois années. Il présida donc, au Conseil de cinq membres chargé de prendre les décisions, sur les lois locales, de régler le commerce, de rendre la justice, décider des règlements du pays, et de la guerre. Revenu de France accompagné par  son neveu, l'officier Charles-Joseph d'Ailleboust des Musseaux (1621-1700), seigneur d'Argenteuil. Il lui confia le commandement du camp volant, chargé de protéger les environs de la ville et composé de quarante soldats.
Il s'installa au château Saint-Louis de Québec à son retour. L'effectif du camp volant fut porté à soixante dix hommes par suite des attaques incessantes des Iroquois, qui massacrèrent les Hurons, alliés des colons français, et qui furent pratiquement exterminés entre 1648 et 1649. Fin 1650, il fait construire de nouvelles défenses au fort des Trois-Rivières et donna des instructions très précises sur l'organisation de la défense à Pierre Boucher, commandant du fort.
Il reprit les négociations commencées par son prédécesseur pour essayer de conclure un traité d'alliance avec les colonies de la Nouvelle-Angleterre et ne voulut pas signer séparément un traité d'union commerciale. Les négociations n'aboutirent pas. Il donna des ordres pour faire stopper le trafic d'eau-de-vie avec les Amérindiens. Le 13 octobre 1651, son poste est repris par Jean de Lauzon.

### Entre ses deux mandats
Louis et son épouse se retirent dans leur propriété près de Québec, en un lieu baptisé Coulonge, terre dont il avait fait l'acquisition  le 17 octobre 1649 de Nicolas Gaudry, dit Bourbonnière. Il embellit son domaine, et son successeur à la tête de la Nouvelle-France lui concéda au nom de la Cie des Cent-Associés le fief d'Argentenay et l'arrière-fief de Saint-Vilmé. Sa demi-sœur utérine, Dorothée de Manthet, avait épousé son demi-frère paternel, son aîné Nicolas d'Ailleboust. Le couple a deux enfants Charles-Joseph d'Ailleboust et Suzanne d'Ailleboust. Ces deux noms, d'Argentenay et l'autre de Saint-Vilmé sont tous deux des villages de l'Yonne.
Il devint syndic et marguillier de la paroisse de Québec. Il continua à participer de façon active à la vie du nouveau monde en créant avec Jean Bourdon et Jean-Paul Godefroy un port de pêche à Percé et y fit envoyer un bateau pour effectuer le transport à Saint-Christophe dans les Antilles. Il deviendra directeur général des pelleteries de Nouvelle-France et saura ménager les intérêts divergents de la Grande Compagnie et de la Compagnie des Habitants, dont la création remonte à 1645.
En 1655, il accompagne avec son neveu Charles-Joseph, Mr de Maisonneuve qui est de retour en France, pour traiter de la pérennité de l'œuvre entreprise par les sociétés dans la Nouvelle-France et particulièrement à Ville-Marie. Il resta deux années en France et avant de repartir, il reçut de la Compagnie des Cent-Associés, en remerciements de son travail, les lettres patentes, érigeant sa propriété de Coulange en fief et châtellenie, en 1657.
Le 17 mai 1657, il embarque à Saint-Nazaire, avec Mr de Maisonneuve, trois sulpiciens, que dirige l'abbé de Queylus, premier supérieur de Saint-Sulpice à Montréal. Ils débarquèrent à l'île d'Orléans le 29 juillet 1657 et dans le courant du mois d'août les religieux s'installèrent à Ville-Marie.

### Deuxième mandat de gouverneur
Charles de Lauzon de Charny, gouverneur intérimaire rappela auprès de lui Louis d'Ailleboust qui quitta Montréal et rentra à Québec le 12 septembre 1657. C'est avec surprise qu'il se vit nommer par celui-ci gouverneur par intérim en attendant la venue de Pierre de Voyer d'Argenson, vicomte de Mouzay, nouveau gouverneur. À la suite du décès de son épouse Charles de Lauzon souhaitait entrer dans les ordres et abandonner sa charge. Louis reprit les pourparlers et autres négociations entre tous les partis en conflits d'intérêts. La fourberie régnait en maîtresse absolue et pendant que l'on préparait la paix d'un côté les massacres allaient bon train de l'autre.
Le 13 mai 1658, il posa en compagnie de l'abbé Vignal, la première pierre de l'église du Petit-Cap (Sainte-Anne de Beaupré). Les Iroquois continuaient à massacrer les Hurons, les Algonquins et les colons. C'est sous son impulsion que fut réalisée l'installation des Hurons et des Algonquins dans ce qui fut appelé le fortin des Hurons, à proximité du château Saint-Louis.

### Retour à Montréal
N'ayant pu s'accorder avec le nouveau gouverneur, il quitta et regagna Ville-Marie en compagnie de son épouse, de l'abbé de Queylus et de plusieurs dizaines de colons. À la demande de Mgr de Maisonneuve, il fortifia le coteau Saint-Louis et lança les bases de la citadelle de Montréal. Il retourna à Québec pour y accueillir le premier évêque de la Nouvelle-France, monseigneur François de Laval, arrivé le 16 juin 1659. C'est à la demande de ce dernier et du gouverneur qu'il se lança à nouveau dans des négociations en vue de régler un différend entre ces deux hommes sur des questions de préséances dans l'ordre des places à l'église. Louis d'Ailleboust, fin diplomate, donna satisfaction aux deux parties dans sa médiation.
Il est mort à Montréal le 31 mai 1660, ne laissant aucun descendant. Il fut inhumé le 1er juin 1660 à Ville-Marie dans le cimetière de l'hôpital qui se trouvait à l'emplacement de l'actuelle place d'Armes.

## Armoiries
« De gueules au chevron d'or, accompagné de trois étoiles d'or, deux en chef, une en pointe »

## Toponymie
- rue d'Ailleboust dans Villeray, quartier de Montréal
  - Ville de Montréal : "Louis d'Ailleboust et d'Argenteuil" (sic) (1612-1660) en cherchant "Ailleboust" sur
- rue d'Ailleboust dans le quartier Saint-Sauveur dans l'arrondissement La Cité-Limoilou de la ville de Québec.